# Millbrook (Illinois)
Millbrook è un villaggio degli Stati Uniti d'America, situato nello Stato dell'Illinois, nella contea di Kendall.